# José Millán-Astray
José Millán-Astray y Terreros (La Coruña, 5 luglio 1879 – Madrid, 1º gennaio 1954) è stato un generale e politico spagnolo.
Fondatore e primo comandante della Legión Española (Legione spagnola), è stato una delle maggiori figure della prima Spagna franchista, responsabile dell'ufficio propaganda durante la guerra civile spagnola.

## Biografia
Il padre José Millán Astray è un avvocato, poeta, autore di libretti di zarzuelas e direttore della prigione di Madrid. La madre, Pilar Terreros Segade, è illustratrice e autrice di commedie. Sebbene venga costretto a studiare legge, Millán-Astray aspira alla carriera militare.
Il 30 agosto 1894 entra all'Accademia di fanteria di Toledo. Si diploma come luogotenente in seconda a 17 anni e serve poi nell'esercito a Madrid. Il 1º settembre 1896 entra nella "Scuola militare superiore".
Dopo essersi diplomato, entra nello Stato maggiore dell'esercito spagnolo. Poco dopo, scoppia una rivolta nelle Filippine e Millán-Astray si arruola volontario. In questa guerra ottiene molte medaglie al valore: Croce di Maria Cristina, Croce rossa al merito militare e Croce di prima classe al merito militare, soprattutto per aver difeso la città di San Rafael con un manipolo di 30 uomini, contro 2000 ribelli. Serve poi in Marocco, dove perde un braccio e un occhio, guadagnandosi l'appellativo di Mutilato glorioso.
Il 2 marzo 1906 sposa Elvira Gutiérrez de la Torre, figlia del generale Emilio Gutiérrez Cámara e di Matilde de la Torre Perovani (1854-1928) nipote del pittore Giuseppe Perovani. Solo dopo il matrimonio Elvira rivela al marito di voler restare illibata. L'uomo accetta di mantenere "una relazione fraterna", cosa per cui lei gli mostra una gratitudine ossequente, se non servile.
Interessato a formare un corpo militare di stranieri sul modello della Legione straniera francese, si recò in Algeria per studiare quel corpo militare. Con l'aiuto di Francisco Franco, crea la Legión Española ad imitazione della Legione straniera francese: con il rango di tenente colonnello ne diviene il suo primo comandante. È lui a creare i motti Viva la morte e A me la legione.
Millán-Astray dà alla legione una particolare ideologia che evoca le tradizioni imperiali e cristiano-cattoliche della Spagna. Per esempio, viene adottata un'unità reggimentale chiamata tercio de Extranjeros, in ricordo delle formazioni di fanteria spagnole che nel XVI secolo, al tempo di Carlo V, rovesciarono le nazioni e seminarono il terrore sui campi di battaglia europei.
Millán-Astray fa anche rivivere l'antica ideologia della cruzada, presentando i suoi uomini come artefici di una nuova reconquista contro la civiltà islamica e poi come salvatori della Spagna, in lotta contro il liberalismo democratico e il comunismo. Lascia il servizio attivo nel 1932 con il grado di generale di brigata.
Allo scoppio della guerra civile spagnola nel luglio 1936, aderisce all'Alzamiento dei nazionalisti di Francisco Franco, ed  è direttore della Stampa e della Propaganda a Salamanca, ufficio che, si dice, svolgeva come se si trovasse ancora al comando della legione. Nel 1937 è stato nominato capo del Corpo dei veterani di guerra feriti.
Nel 1941, durante una partita di bridge, si innamora di Rita Gasset, figlia dell'ex ministro Rafael Gasset e cugina del filosofo José Ortega y Gasset e si separa dalla moglie. Per evitare lo scandalo, Franco lo sposta a Lisbona, dove Rita dà alla luce una figlia, Peregrina (23 gennaio 1942). Millán-Astray si impegnò a favore del reclutamento di uomini per la División Azul, unità di volontari spagnoli che fino al 1943, combatterono nelle forze dell'Asse durante la seconda guerra mondiale, soprattutto nel fronte orientale.
Dal 1943 fino alla morte fu procuratore (deputato) alle Cortes franchiste.
Morì a Madrid per un attacco di cuore il 1º gennaio 1954.

## Opere
- La Legión, V.H. Sanz Calleja, Editores e Impresores, Madrid, 1923
- Franco, el caudillo, M. Quero y Simón, Salamanca, 1939